# Outsider Films
A Outsider Films é uma empresa portuguesa de distribuição e produção cinematográfica, com sede em Lisboa, Portugal. Foi fundada em setembro de 2012 por Luís Galvão Teles e Luís Froes.

## Filmes distribuídos
| Título original                                  | Título em Portugal                               | Data de lançamento                        |
| Zambezia                                         | Zambézia                                         | 1 de janeiro de 2013                      |
| Le Capital                                       | O Capital                                        | 1 de maio de 2013                         |
| Hysteria                                         | Boas Vibrações                                   | 4 de julho de 2013                        |
| Animal Kingdom                                   | Reino Animal                                     | 3 de outubro de 2013                      |
| Insensibles                                      | Insensíveis                                      | 19 de setembro de 2013                    |
| Disconnect                                       | Desligados                                       | 7 de novembro de 2013                     |
| Khumba                                           | Khumba                                           | 5 de dezembro de 2013                     |
| Quai d'Orsay                                     | Palácio das Necessidades                         | 27 de março de 2014                       |
| 9 mois ferme                                     | Gravidez de Alto Risco                           | 8 de maio de 2014                         |
| Diamantes Negros                                 | Diamantes Negros                                 | 12 de junho de 2014                       |
| The Nut Job                                      | O Gangue do Parque                               | 7 de agosto de 2014                       |
| Der Medicus                                      | O Físico                                         | 11 de setembro de 2014                    |
| Qu'est-ce qu'on a fait au Bon Dieu?              | Que Mal Fiz Eu a Deus?                           | 24 de setembro de 2014                    |
| Miel de naranjas                                 | Doce Amargo Amor                                 | 9 de outubro de 2014                      |
| De toutes nos forces                             | Com Todas As Nossas Forças                       | 23 de outubro de 2014                     |
| Belle                                            | Belle                                            | 6 de novembro de 2014                     |
| Maya the Bee                                     | Abelha Maia: O Filme                             | 8 de janeiro de 2015                      |
| Selma                                            | Selma - A Marcha da Liberdade                    | 5 de fevereiro de 2015                    |
| Hector and the Search for Happiness              | Hector e a Procura da Felicidade                 | 26 de fevereiro de 2015                   |
| Kaguya-hime no Monogatari                        | O Conto da Princesa Kaguya                       | 9 de abril de 2015                        |
| Kaze Tachinu                                     | As Asas do Vento                                 | 19 de abril de 2015                       |
| Les Héritiers                                    | Uma Turma Difícil                                | 30 de abril de 2015                       |
| Une heure de tranquillité                        | Não Incomodar                                    | 25 de junho de 2015                       |
| Absolutely Anything                              | Absolutely Anything - Uma Comédia Intergaláctica | 27 de agosto de 2015 28 de agosto de 2015 |
| What We Did on Our Holiday                       | O Nosso Último Verão na Escócia                  | 24 de setembro de 2015                    |
| Le Dernier Loup (em chinês: 狼图腾, Láng Túténg) | A Hora do Lobo                                   | 22 de outubro de 2015                     |
| 13 minutes aka Elser                             | 13 Minutos                                       | 12 de novembro de 2015                    |
| Umrika                                           | Umrika - Em Busca do El Dorado                   | 21 de janeiro de 2016                     |
| Mustang                                          | Mustang                                          | 18 de fevereiro de 2016                   |
| Freeheld                                         | Freeheld - Amor E Justiça                        | 24 de março de 2016                       |
| The Boy And The Beast                            | O Rapaz E O Monstro                              | 14 de abril de 2016                       |
| When Marnie Was There                            | Memórias de Marnie                               | 14 de abril de 2016                       |
| Truman                                           | Truman                                           | 21 de abril de 2016                       |
| Ratchet & Clank                                  | Ratchet & Clank                                  | 5 de maio de 2016                         |
| Belles Familles                                  | Que Famílias!                                    | 2 de junho de 2016                        |
| Angry Indian Goddesses                           | Deusas Em Fúria                                  | 16 de junho de 2016                       |
| Blinky Bill                                      | Blinky Bill                                      | 4 de agosto de 2016                       |
| Quo Vado?                                        | Quo Vado Ou Já Foste!                            | 11 de agosto de 2016                      |
| Les Visiteurs 3                                  | Os Visitantes - A Revolução                      | 22 de setembro de 2016                    |
| The Daughter                                     | A Filha                                          | 6 de outubro de 2016                      |
| Five                                             | Mas Que Cinco!                                   | 20 de outubro de 2016                     |
| The Olive Tree                                   | A Oliveira do Meu Avô                            | 29 de dezembro de 2016                    |
| Ozzy                                             | Ozzy                                             | 12 de janeiro de 2017                     |
| Mal de Pierres                                   | Um Instante de Amor                              | 2 de março de 2017                        |
| Médecin de Campagne                              | Médico de Província                              | 23 de março de 2017                       |
| The Idol aka Arab Idol                           | O Ídolo - A Força de Acreditar                   | 6 de abril de 2017                        |
| Perfetti Sconosciuti                             | Amigos Amigos, Telemóveis À Parte                | 4 de maio de 2017                         |
| Ma Vie de Courgette                              | A Minha Vida de                                  | 11 de maio de 2017                        |
| The Distinguished Citizen                        | O Ilustre Cidadão                                | 1 de junho de 2017                        |
| Le Confessioni                                   | Políticos Não Se Confessam                       | 22 de junho de 2017                       |
| Eavesdropper                                     | Violação de Confidencialidade                    | 13 de julho de 2017                       |
| The Great Gilly Hopkins                          | A Fabulosa Gilly Hopkins                         | 3 de agosto de 2017                       |
| Mr. Stein Goes Online                            | Dois É Demais... Ou Talvez Não!                  | 17 de agosto de 2017                      |
| Return To Montauk                                | Reviver O Passado Em Montauk                     | 14 de setembro de 2017                    |
| Loving Vincent                                   | A Paixão de Van Gogh                             | 19 de outubro de 2017                     |
| The Nut Job 2                                    | O Gangue do Parque 2                             | 1 de novembro de 2017                     |
| Otez-moi D'un Doute                              | Só Para Ter A Certeza                            | 11 de janeiro de 2018                     |
| Jalouse                                          | Ciúme                                            | 15 de março de 2018                       |
| Finding Your Feet                                | Acerta O Passo                                   | 12 de abril de 2018                       |
| A Casa Tutti Bene                                | Cá Por Casa Tudo Bem                             | 25 de abril de 2018                       |
| Duck Duck Goose                                  | Asas Pelos Ares                                  | 10 de maio de 2018                        |
| Monsieur & Madame Adelman                        | Monsieur & Madame Adelman                        | 24 de maio de 2018                        |
| Les Gardiennes                                   | As Guardiãs                                      | 7 de junho de 2018                        |
| The Bookshop                                     | A Livraria                                       | 21 de junho de 2018                       |
| Garde Alternée                                   | Semana Sim, Semana Não                           | 5 de julho de 2018                        |
| I Kill Giants                                    | I Kill Giants - Eu Mato Gigantes                 | 26 de julho de 2018                       |
| Permission                                       | Traições (Con)sentidas                           | 9 de agosto de 2018                       |
| Momo                                             | Querida Mãezinha                                 | 15 de agosto de 2018                      |
| The House By The Sea                             | A Casa Junto Ao Mar                              | 20 de setembro de 2018                    |
| Searching For Ingmar Bergman                     | Ingmar Bergman - A Vida E Obra do Génio          | 4 de outubro de 2018                      |
| The Prayer                                       | Não Deixeis Cair Em Tentação                     | 18 de outubro de 2018                     |
| Le Collier Rouge                                 | Histórias de Uma Vida                            | 15 de novembro de 2018                    |
| The Escape                                       | Um Bilhete Para Longe Daqui                      | 29 de novembro de 2018                    |
| Le Grand Bain                                    | Ou Nadas Ou Afundas                              | 20 de dezembro de 2018                    |
| All The Devil's Men                              | All The Devil's Men - Homens do Diabo            | 24 de janeiro de 2019                     |
| At Eternity's Gate                               | À Porta da Eternidade                            | 31 de janeiro de 2019                     |
| Rosie                                            | Rosie - Uma Família Sem Teto                     | 14 de março de 2019                       |
| Mirai                                            | Mirai                                            | 28 de março de 2019                       |
| The Fall Of The American Empire                  | A Queda do Império Americano                     | 18 de abril de 2019                       |
| The Ideal Palace                                 | A Incrível História do Carteiro Cheval           | 25 de abril de 2019                       |
| Mary And The Witch's Flower                      | Mary E A Flor Da Feiticeira                      | 1 de maio de 2019                         |
| Sauver Ou Périr                                  | Vida Por Vida                                    | 9 de maio de 2019                         |
| La Paranza Dei Bambini                           | Piranhas - Os Meninos Da Camorra                 | 13 de junho de 2019                       |
| Pavarotti                                        | Pavarotti                                        | 20 de junho de 2019                       |
| Amur Senza Fin                                   | Aperta Aperta Com Elas                           | 25 de julho de 2019                       |
| The Peanut Butter Falcon                         | O Falcão Manteiga de Amendoim                    | 29 de agosto de 2019                      |
| The Breadwinner                                  | A Ganha-Pão                                      | 5 de setembro de 2019                     |
| The Weasel's Tale                                | O Conto das Doninhas                             | 26 de setembro de 2019                    |
| Judy                                             | Judy                                             | 10 de outubro de 2019                     |
| Cats & Peachtopia                                | Bráulio E O Mundo dos Gatos                      | 17 de outubro de 2019                     |
| Prémière Année                                   | Os Caloiros de Medicina                          | 21 de novembro de 2019                    |
| Qu'est-ce Qu'on A Encore Fait Au Bon Dieu?       | Que Mal Fiz Eu A Deus Agora?                     | 5 de dezembro de 2019                     |
| Mr. Jones                                        | Mr. Jones - A Verdade Da Mentira                 | 9 de janeiro de 2020                      |
| The Kindness Of Strangers                        | Histórias Que Fazem O Coração Crescer            | 5 de março de 2020                        |
| Hippocrate                                       | Verdade E Consequência                           | abril de 2020                             |
| Proxima                                          | O Espaço Entre Nós                               | 16 de julho de 2020                       |